# Mont Dicté
Le mont Dicté (en grec ancien Δίκτη / Díktê, en grec moderne Díkti) en Crète est le plus haut des sommets encadrant le plateau de Lassithi, situé à l'est de l'île.

## Mythologie
C'est dans une grotte située sur ce mont (grotte de Psychro), non loin de l'ancienne ville de Lyctos que Zeus naquit. Rhéa, sa mère, s'y était réfugiée pour le soustraire à une mort promise par son père, Cronos. De nombreuses offrandes à Zeus y ont été découvertes.